# Tephrosia lurida
Tephrosia lurida là một loài thực vật có hoa trong họ Đậu. Loài này được Sond. miêu tả khoa học đầu tiên.